# Zoyâ Pirzâd
Zoyâ Pirzâd (en persan: زویا پیرزاد) est une écrivaine iranienne, née en 1952 à Abadan (Iran). Elle est une autrice populaire en Iran et à l'étranger où ses ouvrages sont traduits dans de nombreuses langues. Elle puise son inspiration dans la vie quotidienne et plus particulièrement, celle des femmes qu'elle raconte dans un style sobre.

## Biographie
Zoyâ Pirzâd est née en 1952 à Abadan. Elle est la fille d’un père iranien d’origine russe, musulman, et d’une mère arménienne de confession chrétienne, qui se convertit à l'Islam. Elle fréquente l'école arménienne à Abadan, puis se marie à Téhéran. Le couple a deux enfants. Selon les sources elle vit aujourd’hui en Allemagne ou aux États-Unis.
Elle commence sa carrière d'écrivaine en traduisant en Persan des ouvrages comme Alice au pays des merveilles, The Sound of Jumping Gook, ou un recueil de haïku.
Elle commence à écrire ses propres textes après la révolution iranienne de 1979. Elle publie trois recueils de nouvelles en 1991, 1997 et 1998. Comme tous les après-midi, est publié en France en 2007 et décrit, à travers trois nouvelles le quotidien sans histoire de femmes, entre la maison, le mari et les enfants.
Le Goût âpre des kakis, son deuxième recueil de nouvelles, publié en 1997 et paru en France en 2009, évoque à travers cinq récits, les façons différentes de considérer une même expérience à travers des personnages autonomes. Chaque histoire représente un cas de figure et possède ses propres codes stylistiques. Il présente une galerie de portraits, des tranches de vies parfois douloureuses mais toujours décrites avec finesse. Le recueil obtient en 2009 le prix Courrier international du meilleur livre étranger,,,.
Son premier roman, Un jour avant Pâques, paraît en 1998 (2009 pour la version française) et raconte l'histoire d'une famille arménienne au bord de la mer Caspienne, par la bouche d'un petit garçon que le roman suit à travers trois périodes de sa vie. L'enfance est dominée par le personnage de la mère, femme libre et aimante, discréditée par sa belle-famille, une grande amie musulmane audacieuse et drôle, et l'école qui transmet une langue et une culture qu'aucun élève n'a connus. Plus tard, devenu père de famille, il voit sa fille aimer un non-arménien au désespoir de la famille rattrapée par les préjugés et, encore plus tard, la brouille avec sa fille, la perte de sa femme, la nostalgie des années passées,.
Son second roman, C'est moi qui éteins les lumières (Cherāgh-hā-rā man khāmush mi-konam), publié en 2001 en Iran et en 2011 en France, connaît un gros succès. Il remporte quatre récompenses en Iran, dont le prix Houshang Golshiri du meilleur roman de l'année. Il se déroule dans le quartier arménien d'Abadan et décrit la vie quotidienne de Clarisse, femme au foyer, pour qui l'arrivée de nouveaux voisins rompt la monotonie quotidienne, avec un élan amoureux qui la déstabilise avant de la laisser retourner à sa routine, apparemment apaisée. Elle crée dans son roman une incertitude par la dé-familiarisation de la vie quotidienne et parvient à élaborer une langue en harmonie parfaite avec le thème et les personnages,.
On s'y fera, écrite en 2004, raconte la vie d'Arezou, iranienne de Téhéran, divorcée, élevant sa fille adolescente capricieuse et entretenant économiquement sa mère tyrannique. Femme indépendante et volontaire, elle gère l'agence immobilière de son père décédé et n'a que peu de temps à consacrer à sa propre vie. Sa rencontre avec Zardjou, un homme très différent d'elle, la confronte à ses doutes et ses peurs mais lui apprend à mieux s'aimer elle-même.
Les préoccupations et le langage simples et quotidiens des personnages de Zoyâ Pirzâd rendent ses récits accessibles au reste du monde, dans un souci de partage humaniste. Elle s'attache à écrire dans un style simple et sobre. Ses livres de Zoyâ Pirzâd, sont de courts textes, le récit est fragmenté. « Je suis une spécialiste du découpage » dit-elle. Elle lit et relit ses textes, jusqu'à quatorze fois, supprimant tout ce qui lui paraît superflu. « J’ai la hantise d’ennuyer le lecteur. Si un de mes personnages parle trop, je lui rabats le caquet sans états d’âme. »,.
L’œuvre de Zoyâ Pirzâd est traversée par l'image d'une femme regardant par la fenêtre. Elle observe la voisine d'à côté, la floraison d’un arbre ou une rue enneigée... Cette fenêtre symbolise l’ouverture sur le monde mais aussi le désir d’une autre vie. Ses personnages féminins sont, en effet, souvent soumis à la tyrannie d'un mari ou de leur famille. Pour Christophe Balaÿ, son traducteur en français, le succès de Pirzâd réside dans « cette affirmation calme et digne du moi féminin dans l’espace socioculturel iranien contemporain. ».
Plusieurs voix narratives alternent dans les récits de Zoyâ Pirzâd, chacune donnant son propre récit sur l’histoire des femmes en Iran, témoignant de leur situation sociale et familiale et faisant entendre plusieurs subjectivités.
Zoya Pirzad est l'une des rares écrivaines iraniennes dont les œuvres ont toutes été traduites en français (par Christophe Balaÿ). Ses romans sont également traduits en grec, anglais, norvégien, allemand, italien, chinois, turc, slovène, géorgien, polonais et japonais.

## Œuvres

### Romans
- Cherāgh-hā-rā man khāmush mi-konam (2001) Publié en français sous le titre C'est moi qui éteins les lumières, traduit par Christophe Balaÿ, Paris, éditions Zulma, 2011  (ISBN 978-2-84304-556-1) ; réédition, Paris, Zulma, coll. « Z/a » no 3, 2013  (ISBN 978-2-84304-642-1)
- ʿĀdat mi-konīm (2004) Publié en français sous le titre On s'y fera, traduit par Christophe Balaÿ, Paris, Zulma, 2007  (ISBN 978-2-84304-422-9) ; réédition, Paris, LGF, coll. « Le Livre de poche » no 31068, 2008  (ISBN 978-2-253-12446-7) ; réédition, Paris, Zulma, coll. « Z/a », 2019  (ISBN 978-2-84304-858-6)
- Yek rūz mānde be ʿeid-e Pāk (1998) Publié en français sous le titre Un jour avant Pâques, traduit par Christophe Balaÿ, Paris, Zulma, 2009  (ISBN 978-2-84304-460-1) ; réédition, Paris, LGF, coll. « Le Livre de poche » no 31870, 2010  (ISBN 978-2-253-15664-2)

### Recueil de nouvelles
- Mesl-e hameh asr-ha (1991) Publié en français sous le titre Comme tous les après-midi, traduit par Christophe Balaÿ, Paris, Zulma, 2007  (ISBN 978-2-84304-391-8) ; réédition, Paris, LGF, coll. « Le Livre de poche » no 31372, 2009  (ISBN 978-2-253-12445-0) ; réédition, Paris, Zulma, coll. « Z/a » no 17, 2015  (ISBN 978-2-84304-725-1)
- Ta'am gass khormalu (1997) - Prix Courrier international du meilleur livre étranger 2009[13] Publié en français sous le titre Le Goût âpre des kakis, traduit par Christophe Balaÿ, Paris, Zulma, 2009  (ISBN 978-2-84304-480-9) ; réédition, Paris, LGF, coll. « Le Livre de poche » no 32605, 2012  (ISBN 978-2-253-15665-9)

### Nouvelle
- L'Appartement (nouvelle extraite du recueil Le Goût âpre des kakis), Paris, traduite par Christophe Balaÿ, éditions Zulma, 2009 et 2013 pour l'édition numérique, 331 p. (ISBN 978-2-84304-422-9)